# Sun City (Stadttyp)
Sun City bezeichnet sogenannte Rentnerstädte in den Vereinigten Staaten.

## Geschichte
Entwicklungen hin zu „Rentnerstädten“ waren in den USA schon seit Anfang des 20. Jahrhunderts abzusehen. Südliche Bundesstaaten wie Florida oder Kalifornien waren bei Ruheständlern aus dem Norden der USA aufgrund ihrer naturgeographischen und klimatischen Vorzüge sehr beliebt. Somit erfuhren diese Staaten einen ersten Anstieg an überdurchschnittlich alten Neuansiedlern, den so genannten „Health Seekers“, die ihren Lebensabend gerne im milden Klima der südlichen Bundesstaaten verbringen wollten. Bereits 1911 entstand in Kalifornien mit „Pilgrim Place“ die erste ausschließlich für alte Menschen geplante Siedlung. Von wirklichen „Sun Citys“ im heutigen Sinne kann man bei diesen Erscheinungsformen jedoch nicht sprechen, da die demographische Entwicklung, die dies begünstigt, zu dieser Zeit noch nicht gegeben und Wohnungsunternehmen an diesem Thema noch nicht interessiert waren.
Dies änderte sich ab der zweiten Jahrhunderthälfte und vor allem durch den 1956 in Kraft getretenen „Housing Act“. Bei diesem Gesetz handelte es sich um eine Fördermaßnahme des amerikanischen Staates, die Darlehen für den Bau von Altenwohnungen an nicht profitorientierte Gesellschaften und auch an gewinnorientierte Unternehmen ermöglichte. „Will ein Bauunternehmer eine ganze Altenstadt bauen, so wird ihm hiermit eine ausgezeichnete Möglichkeit für langfristige Kapitalanleihen unter dem üblichen Zinsniveau eröffnet, weil die Bundesregierung bürgt.“ Maßgeblich vorangetrieben wurde die Entwicklung durch die Del E. Webb Corporation, begründet durch den Zimmermann Del. E. Webb. Sie gewannen in den 1950er Jahren zunehmend Interesse an dem möglichen neuen Markt der Rentnerstädte und führten umfangreiche Untersuchungen und Interviews in Florida durch, wo es bereits eine Vielzahl an Siedlungen mit größtenteils älteren Einwohnern gab.
Der eigentliche Vorläufer der heutigen Sun Citys ist die 1954 gegründete Rentnerstadt Youngtown. Del E. Webb bekam durch die Begründung Youngtowns seine Inspiration für spätere Projekte und entwarf in den ausklingenden 1950er Jahren sein Modell einer Sun City. Sein Ziel war die Erschaffung einer Siedlung, die speziell auf die Bedürfnisse einer alternden Bevölkerungsschicht zugeschnitten sein sollte, dies jedoch mit Einschränkungen. Zielgruppe sollte nach Webb der „aktive“ Rentner sein, der seinen Lebensabend unter Gleichgesinnten gestalten möchte, um ein „junges“ Leben zu führen.
Webb kaufte zu dieser Zeit ein 8900 Acre großes Stück Land (ein ehemaliges Baumwoll- und Salatfeld, ca. 12 Meilen von Arizonas Hauptstadt Phoenix entfernt) und bebaute es zunächst mit einer Golfanlage, einem Hotel sowie einem Restaurant. Gleichzeitig startete er landesweit eine Werbekampagne für den Erwerb von Häusern in der Sun City Arizona. Die ersten Modelle der Sun-City-Häuser wurden in zwei Versionen gefertigt. Einpersonen- und Paar-Apartments. Ein Haus der oberen Klasse kostete zu Beginn der Sun City Arizona 10.000 $.
Am 1. Januar 1960 öffnete die erste Sun City ihre Pforten. In den nächsten Jahren erlebte die Stadt eine unglaubliche Entwicklung, die sie Ende der 1970er Jahre an ihre Leistungsgrenzen stoßen ließ. Am Ende der ersten Woche waren bereits 272 Häuser verkauft, am Jahresende 1301, die rund 2500 Einwohner umfassten. 1978 war Sun City Arizona zu einer eigenständigen Stadt mit über 47.000 Einwohnern herangewachsen. Die Entwicklung der Stadt verlief von Süden nach Norden, wobei die Häuser entlang der großzügig angelegten Golfanlagen geplant wurden. Die Unabhängigkeit von Sun City Arizona war einer der tragenden Gedanken Webbs. So wurde die Stadt bereits in ihrer Entstehungsphase mit allen wichtigen infrastrukturellen Merkmalen bedacht. Kirchen, Hospitale, Supermärkte etc. gehörten von Beginn an in das Stadtbild von Sun City Arizona.
Durch die erfolgreiche Planung und Realisierung einer Sun City entstand Anfang der 1960er Jahre ein regelrechter Trend und somit ein neuer Wirtschaftssektor innerhalb der Baubranche, der nicht nur erfolgreiche Projekte, sondern auch massive Misserfolge mit sich brachte. „Kleine Unternehmer, die sich nicht damit begnügen wollten, eine überschaubare Zahl von Parzellen am Rande bereits bestehender Siedlungen für Rentner unter den allgemein günstigen Finanzierungsbedingungen zu bebauen, sondern gleich eine eigenständige Rentnersiedlung planten, scheuten mangels ausreichenden Startkapitals nicht vor der risikoreichen Erschließung von billig zur Verfügung stehendem Wüstenboden zurück. Pleiten blieben nicht aus. Moderne Ghost Towns entstanden.“
Webb plante später noch zwei weitere Sun Citys in Kalifornien und Florida. Die Städte wurden zwar ebenfalls nach den bewährten Idealen geplant und errichtet, ihr Erfolg blieb jedoch weit hinter den Erwartungen zurück.

## Heutige Situation

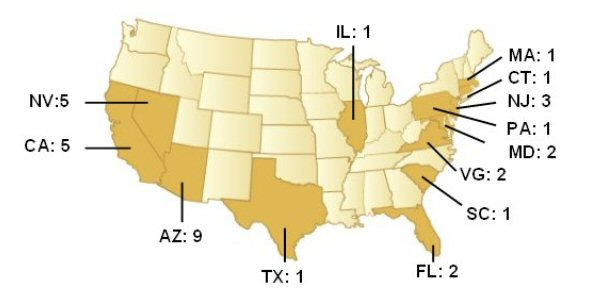
Anzahl und räumliche Verteilung der von der Del E. Webb Corporation verwalteten und vertriebenen Retirement Citys

Durch die fortschreitenden Auswirkungen der Bevölkerungsalterung und die erfolgreiche Realisierung der ersten reinen Rentnerstädte wuchs die Nachfrage nach dieser Form des Wohnens. Als Konsequenz dieses Prozesses entstanden immer weitere Projekte, ein neuer Markt entwickelte sich. Heute gibt es in den USA eine Vielzahl solcher Siedlungsformen, die hauptsächlich im Südwesten der Vereinigten Staaten konzentriert sind.

## Sun City Arizona

### Aufbau einer Rentnersiedlung am Beispiel von Sun City Arizona
Bei Sun City Arizona handelt es sich um einen von vorneherein geplanten, entworfenen und mit Infrastruktur versehenen Stadtneubau auf Wüstenboden in der Nähe von Arizonas Hauptstadt Phoenix. Das Gründungsdatum der Stadt ist der 1. Januar 1960. Bevor die ersten Häuser gebaut wurden, existierten jedoch bereits Straßen, Golfplätze, Hotels und Einkaufszentren. In ihrer Geschichte konnte die Stadt ein rasantes Bevölkerungswachstum verbuchen. Der Zensus aus dem Jahr 2000 ergab eine Einwohnerzahl von 38.309.
Die Stadt weist einen charakteristischen kreisförmigen Grundriss auf, der von großzügig angelegten Grünflächen, Golfplätzen und Wasserflächen durchzogen ist. In unmittelbarer Umgebung befinden sich mit Sun City West und Sun City Grand zwei ähnlich gestaltete Schwesterstädte. Topographisch kennzeichnet sich dieses Gebiet durch eine fast vollständig ebene Wüstenlandschaft.
Sun City Arizona ist durch großzügig bemessene Straßen erschlossen, deren Verkehrsaufkommen jedoch sehr niedrig ist. Die Bebauung besteht überwiegend aus bungalow-ähnlichen, eingeschossigen Einfamilienhäusern, die von der Del E. Webb Corporation per Katalog angeboten werden. Mit ihrer Architektur, die an Haustypen aus den nördlichen US-Bundesstaaten erinnert, prägen sie das Bild der Stadt. Dies ist durchaus gewollt, da ein hoher Anteil der Einwohner aus den nördlicheren Breiten der USA stammt und so ein gewisses Gefühl der Vertrautheit in der neuen Heimat geboten bekommt. Diese standardisierten Haustypen decken eine große Preisspanne ab, wobei der durchschnittliche Preis für ein Einfamilienhaus im Jahr 2000 bei $94,200 lag. Die Hausgruppen sind entlang von gewundenen Golfplätzen angeordnet, woraus resultiert, dass diese landschaftlich vollständig ins Stadtbild integriert werden. Einkaufszentren und Läden für den täglichen Bedarf sind in großer Zahl vorhanden und gleichmäßig über die Stadt verteilt. Zusätzlich gibt es einen Lieferdienst, der jedes Haus bei Bedarf mit den benötigten Waren versorgen kann. Die Stadt verfügt darüber hinaus über ein Hospital, Kirchen verschiedener Konfessionen und mehrere so genannte „Recreation Center“. Die spezielle Form eines Erholungs- bzw. Fitnesscenters ist typisch für Sun Citys und bietet den Bewohnern vielseitige Möglichkeiten der Freizeitgestaltung.
Sun City Arizona verfügt über keine formale Regierung, sondern wird von der Del Webb Corporation, sowie einigen anderen privaten Unternehmen verwaltet und organisiert. Hoheitliche Aufgaben wie beispielsweise der Polizeidienst werden vom Bundesstaat ausgeübt. Jedoch ist hierbei zu erwähnen, dass es eine rege und vielseitige Unterstützung von Seiten der Bevölkerung Sun Citys gibt, die sich in nahezu allen Bereichen ehrenamtlich engagiert. Das Engagement reicht beispielsweise von Aushilfe in der Verwaltung, dem Gesundheitswesen und den Schulen der Umgebung bis zur Ausübung der Funktion eines Bademeisters. Diese stark ausgebildete und differenzierte Form der ehrenamtlichen Beteiligung ist ein entscheidendes Charakteristikum von Sun City Arizona und den Rentnersiedlungen allgemein.
Die erwähnten Merkmale sind zwar in gewissem Maße eine lokale Besonderheit, doch da eine Vielzahl von weiteren Rentnersiedlungen durch die Del Webb Corporation landesweit nach dem Beispiel Sun City Arizonas geplant und fertiggestellt wurden, kann man sie vor allem in baulicher und logistischer Hinsicht als allgemeingültig ansehen.

### Leben in einer Rentnersiedlung am Beispiel von Sun City Arizona
Sun City Arizona weist, wie die meisten reinen Rentnerstädte, eine außergewöhnliche demographische und sozioökonomische Struktur auf. Da Einwohner ein Mindestalter von 55 Jahren erreicht haben müssen, um in Sun City wohnen zu dürfen, ergibt sich ein städtisches Durchschnittsalter von 75 Jahren (vgl. Sun City,). Mit einer ethnischen Zusammensetzung bestehend aus 97,7 % Weißen, 0,5 % Afroamerikanern und 1 % Hispanics, sowie einem überdurchschnittlich hohen Haushaltseinkommen und Bildungsniveau, kann man von einer Konzentration einer weißen bildungsbürgerlichen Elite sprechen. Diese verhältnismäßig starke Homogenität an Bevölkerungsalter, Einkommen, Bildungsstand und ethnischer Abstammung bildet die Grundlage des Zusammenlebens in Sun City Arizona. Homogenität von „Gleichaltrigen“ erleichtert die Integration von Zuwanderern sowie die Kontaktknüpfung innerhalb der Bevölkerung allgemein. Ebenfalls wird das Erlangen eines Gruppenbewusstseins gefördert. Die Voraussetzungen einer Siedlungsstruktur wie in Sun City Arizona erweisen sich also als günstig, um Problemen im Alter vorzubeugen.

### Freizeitgestaltung als zentrales Thema
Sun City Arizona sieht sich nicht nur in den Werbebroschüren, sondern auch in einem von den Bewohnern angenommenen Selbstverständnis als eine Art „Paradies für den aktiven Ruheständler“. Gerade weil die überwiegende Mehrheit der Bewohner aus dem Berufsleben ausgeschieden ist und somit bei den meisten freie Zeit und finanzielle Möglichkeiten in ausreichendem Maß vorhanden sind, nimmt der Themenkomplex der Freizeitgestaltung eine entscheidende Rolle im alltäglichen Leben ein. Die Stadt verfügt, da sie mit Augenmerk auf diese Funktion geplant und gestaltet wurde, über eine Vielzahl an infrastrukturellen Einrichtungen, wie etwa die „Recreation Center“, um den Bedürfnissen alter Menschen nach Erholung und Aktivitäten entgegenzukommen.
Das Freizeitangebot ist vielfältig und wird von den Einwohnern in einem hohen Maße und auf unterschiedliche Weise genutzt. Für 700 $ im Jahr wird den Anwohnern das so genannte „Rundum-glücklich-Paket“ angeboten, das es ihnen erlaubt, für ein Jahr das gesamte Angebot an zur Verfügung stehenden Freizeitmöglichkeiten in Anspruch zu nehmen.
- Sportliche Aktivitäten

Die Stadt verfügt über groß angelegte und qualitativ hochwertige Golfanlagen, die sich direkt in der Stadt befinden. Golf ist der mit Abstand beliebteste Sport und wird vor allem von den männlichen Bewohnern praktiziert. Im weiteren Angebot finden sich unter anderem Boot- und Fahrradfahrten, Shuffle-Boards, Tennis und Schwimmen. All diese Angebote prägen das Bild der „aktiven“ Stadt und geben den Einwohnern die Chance sich jung zu fühlen, ihre Freizeit mit körperlichen Aktivitäten an der frischen Luft zu verbringen und, nicht zuletzt, die Gesundheit zu fördern.
- Vereine

Das Vereinswesen sowie das aktive Mitwirken in Organisationen ist in Sun City Arizona stark ausgeprägt. Mit Unterstützung der Stadt organisieren die Bewohner in Eigeninitiative beispielsweise Sport- und Tanzveranstaltungen, vertreten ihre Interessen in politischen Diskussionsrunden und weisen eine signifikant hohe Motivation an ehrenamtlichen Tätigkeiten auf, die sich auf nahezu alle Bereiche des städtischen Lebens erstreckt. Vor allem im medizinischen Bereich und in der Verwaltung wird gerne freiwillig ausgeholfen. Dieses Engagement wird als eine Art Selbstverständlichkeit angesehen, was zu einer gegenseitigen Motivation im starken Gruppenverbund der Gemeinde beiträgt.
- Kirchen

In Sun City Arizona gibt es eine große Zahl unterschiedlicher Konfessionsgruppen, die über eigene Räumlichkeiten verfügen und im städtischen Alltag sehr präsent und eingebunden sind. Die Gemeinderäume werden als Begegnungsstätten und als Orte für Gruppentreffen aller Art, auch für nicht-religiöse Zwecke, genutzt. Eine weitere wichtige Funktion der Kirchen besteht in der Seelsorge und der Behandlung des für alte Leute besonders relevanten Themas „Umgang mit dem Tod“. Das bereits erwähnte starke Zusammengehörigkeitsgefühl innerhalb der Stadt erleichtert den Umgang mit diesem in hohem Maße und wirkt sich positiv auf die Lebenseinstellung einer alternden Bevölkerung aus.
- Kultur

Die Bevölkerung von Sun City kann man, wie bereits erwähnt, als weiße bildungsbürgerliche Elite bezeichnen. Aufgrund dieses hohen Bildungsniveaus besteht eine relativ hohe Nachfrage an kultureller Förderung bzw. eines kulturellen Angebotes. Theater, Museen und Konzerte erfahren in Sun City eine (im Vergleich zum amerikanischen Durchschnitt) hohe Besucherquote.
- Nachbarschaft

Eine Besonderheit der amerikanischen Sozialstruktur ist, dass die meisten sozialen Kontakte in der Bevölkerung aus der nachbarschaftlichen Umgebung und nicht hauptsächlich aus Freundschaften und Familie hervorgehen. In Sun City wird dieser Effekt durch verschiedene Aspekte noch verstärkt. Der Nachbar gehört nicht nur zur gleichen gesellschaftlichen Schicht, er stammt auch aus derselben Generation. Somit erhöht sich die Wahrscheinlichkeit, dass der Nachbar ähnliche Interessen verfolgt und auf einen vergleichbaren Lebensweg zurückblicken kann. Erfahrungen können ausgetauscht und Probleme miteinander, durch vorhandenes Verständnis angegangen werden.
Neben der freien Gestaltung des Alltags ist das Zusammenleben in einer Rentnersiedlung durch ein speziell angefertigtes Regelwerk gekennzeichnet, welches das Leben in den Städten mit einer allgemeinen Ordnung versieht. So besitzen Verwandte beispielsweise ein Besuchsrecht von maximal 30 Tagen im Jahr. Art und Umfang der Regeln sind jedoch durchaus diskussionswürdig.